# Ecke Bonk
Ecke Bonk (* 1953 in Kairo) ist ein deutscher Konzeptkünstler.

## Leben
Bonk studierte Wissenschaftsgeschichte und Philosophie in Wien, München und Heidelberg, Malerei bei Raimer Jochims, Typographie bei Herbert Bayer in Aspen, Colorado (USA). Ecke Bonk beschäftigt sich mit Zeichensystemen als interdisziplinärem Ausdruck von Kunst, Naturwissenschaft, Typografie und Philosophie, um damit die Bedingungen und Zusammenhänge kultureller Leistungen zu reflektieren. Bonk lebt in Österreich und Neuseeland.

## Projekte
- 2001 Gründung der typosophes sans frontières
- 1994 gründet er in Primersdorf/Niederösterreich die typosophic society, die sich mit den Grundlagen der Zeichenbildung und der Ästhetik der Information befasst
- 1988 Zusammenarbeit mit der NASA in Houston als Berater für Fragen der Beschriftung des Command Modules der Spaceshuttle-Mission

## Forschung und Lehre
- 2004/2005 Hochschule der bildenden Künste, Hamburg
- 2004 Zeppelin University, Friedrichshafen
- 2003 Akademie der bildenden Künste, Nürnberg
- 1999/2000 Jan van Eyck Akademie, Maastricht
- 1995 Research Fellow, Edinburgh School of Art
- 1985 Forschungsprojekt Militärakademie Lhasa in Tibet (Stereoskopie und Zeichengeben)

## Ausstellungen
- 2013 Nur hier – Sammlung zeitgenössischer Kunst der Bundesrepublik Deutschland. Ankäufe von 2007 bis 2011, Kunst- und Ausstellungshalle der Bundesrepublik Deutschland, Bonn[1]
- 2012 Car Culture. Das Auto Als Skulptur, Lentos Kunstmuseum Linz, Linz[2]
- 2011 Ecke Bonk, Heidelberger Kunstverein, Heidelberg[3]
- 2011 Car Culture. Medien der Mobilität, Zentrum für Kunst und Medientechnologie, Karlsruhe[4]
- 2011 Convergence: Literary Art Exhibitions, Golden Thread Gallery, Belfast, Irland[5]
- 2011 Vision. Das Sehen, Neues Museum Weimar, Weimar[6]
- 2009 Ecke Bonk, Schirmer/Mosel Showroom, München[7]
- 2008 Vertrautes Terrain, Zentrum für Kunst und Medientechnologie, Karlsruhe[8]
- 2008 Glanz und Verderben, Kunsthaus Muerz, Mürzzuschlag[9]
- 2008 3. Guangzhou Triennial, Guangzhou Triennial, Guangzhou, Guangdong
- 2007 Un Fair/trade – Die Kunst der Gerechtigkeit, Neue Galerie Graz – Universalmuseum Joanneum, Graz
- 2007 Pattern Language: Clothing as Communicator, Paul and Lulu Hilliard University Art Museum, Lafayette, IN
- 2006 3. Echigo-Tsumari Art Triennial, Niigata, Japan
- 2005 Making Things Public, Zentrum für Kunst und Medientechnologie, Karlsruhe[10]
- 2005 Lichtkunst als Kunstlicht, Zentrum für Kunst und Medientechnologie, Karlsruhe[11]
- 2005 Ecke Bonk / Owen Griffith. typosophes sans frontières. Monte Carlo Methode, Neue Galerie, Graz[12]
- 2005 Pattern Language. Clothing as Communicator, Tufts University Art Gallery, Medford, Mass.[13]
- 2004 Ein-Leuchten, Museum der Moderne, Salzburg[14]
- 2004 Die algorithmische Revolution, Zentrum für Kunst und Medientechnologie, Karlsruhe
- 2003 Utopia Station, 51. Biennale di Venezia, Venedig[15]
- 2002 buch der wörter | random reading, Documenta11, Kassel[16]
- 2002 Iconoclash, Zentrum für Kunst und Medientechnologie, Karlsruhe[17]
- 2002 Retinal.Optical.Visual.Conceptual. (mit Sarat Maharaj und Richard Hamilton), Boijmans Van Beuningen Museum, Rotterdam
- 2001 Diesseits und jenseits des Traums. 100 Jahre Jacques Lacan, Galerie Charim / Sigmund Freud-Museum, Wien[18]
- 1999 Offene Handlungsfelder, 49. Biennale di Venezia, Venedig
- 1997 typosophic pavilion (mit Richard Hamilton), documenta X, Kassel

## Schriften
- Ecke Bonk und Owen Griffith: Monte Carlo Method. A Typosophic Manual, Ausst.-Kat. Neue Galerie Graz, München: Schirmer/Mosel, 2007, ISBN 978-3-8296-0337-9
- „New Germany Fund“, in: Ausst.-Kat. Making Things Public, ZKM Karlsruhe, Boston: MIT Press, 2005, ISBN 0-262-12279-0
- 05-03-44 Liebesgrüsse aus Odessa – für/for/à Peter Weibel, Herausgeber (mit Margit Rosen und Peter Gente), Berlin: Merve, 2004, ISBN 3-88396-194-9
- Marcel Duchamp. Notes et / and notations, Herausgeber (in Zusammenarbeit mit Jackie Matisse), Karlsruhe: typosophes sans frontières, Köln: Walther König, 2002, ISBN 978-3-88375-542-7
- Marcel Duchamp. À l' infinitif / In the infinitive, Herausgeber (mit Richard Hamilton), Köln: Walther König, 1999, ISBN 3-88375-457-9
- Offene Handlungsfelder, Ausst.-Kat. Österreichischer Pavillon, 48. Biennale von Venedig, Köln: DuMont, 1999, ISBN 978-3-7701-5049-6
- Hermann Helmholtz. Schriften zur Erkenntnistheorie. Kleine Bibliothek für das 21. Jahrhundert, Bd. 2, Herausgeber, Wien: Springer, 1998, ISBN 3-211-82770-6
- Maschinenzeichen, Wien: Passagen Verlag, 1996. 2. bearbeitete Auflage, ISBN 978-3-85165-188-1
- „In < > Formation. Die Rede von Weimar“, in: Ausst.-Kat. Mythos Information: Welcome to the Wired World, Ars Electronica Linz, Wien: Springer, 1995, ISBN 978-3-211-82709-3
- Gustav Theodor Fechner. Atomenlehre. Kleine Bibliothek für das 21. Jahrhundert, Bd. 1, Herausgeber, Wien: Springer, 1995, ISBN 3-211-82708-0
- Marcel Duchamp. Die grosse Schachtel: de ou par Marcel Duchamp ou Rrose Sélavy. Inventar einer Edition, München: Schirmer/Mosel, 1989, ISBN 978-3-88814-235-2
- (mit Floris Neusüss), Sechs Bilder und sechsunddreißig Worte, Wahlershausen: Ed. Margotow, 1988, ISBN 978-3-928172-00-4
- [x] Arbeit: Frankfurt. Berlin 1 A Prima Zeichen Mai/Juni 1979, Berlin: H. Hoffmann, 1979